# Mariano Tisoc Sayre Tupa
Francisco Mariano Tisoc Sayre Tupa y Sinchi Roca († Cuzco, 1865). Noble inca cuzqueño, testigo de los cambios sociales en su estamento privilegiado durante la transición a la República.

## Cargos nobiliarios
Hijo legítimo de Simón Tisoc Orcoguaranca Sayre Tupa Ynga, último cacique principal del ayllu Sucso Aucaylli y Rafaela Sinchi Roca, a la muerte de su padre en 1797, quedó como único heredero de los bienes patrimoniales de su linaje. Recién en 1804 asumió los plenos derechos nobiliarios de su padre, fue así integrante del Cabildo de los 24 electores, reconocido como uno de los Veinticuatro. Ejerció el alferazgo real de los incas en 1811. Mantuvo sus privilegios hasta 1824, cuando fue nombrado el último Comisario General de los Indios Nobles de las 8 Parroquias de la ciudad del Cuzco.

## Patrimonio
Sus propiedades estaban constituidas por las tierras de Guayllabamba, que comprendían los parajes de Quenchapata, Pampapata y Qoricalle, todas en las inmediaciones de las tierras de Andamachay, ubicadas en la parroquia de San Jerónimo. Por herencia de sus ancestros había adquirido las tierras de Quenchaquencha y Mollemolle, las cuales provenían por línea materna de don Pedro Orcohuaranca.
La casa principal de don Mariano estaba en San Jerónimo, la cual tenía comodidades como contar con horno y huiñapería, había sido la herencia de sus padres. Asimismo tenía una casa dentro del ayllu Aucaylli y en la calle Camino Real (hoy llamado Calle Manco Cápac o Ñampata). Dentro de la ciudad del Cuzco, su casa principal estaba ubicada en la esquina de Limacpampa Grande, comprada por vía de enfiteusis por tres vidas al Seminario de San Antonio Abad en 90 pesos anuales.

## Descendencia
Contrajo matrimonio hasta en tres oportunidades:
- Primero, con Antonia Huallpa, por diez años, con quien le sobrevivió Carlos Tisoc Sayre Tupa Huallpa.
- Segundo, con María Valencia, por once años, con quien tuvo a Josepha, Clemente y Francisco Tisoc Sayre Tupa Valencia.
- Tercero, con Rosalía Ayerve, en quien no tuvo descendencia.